# Stazione di Shichinohe-Towada
La Stazione di Shichinohe-Towada (七戸十和田駅?, Shichinohe-Towada-eki) è una stazione ferroviaria della città di Shichinohe, nella prefettura di Aomori della regione del Tōhoku utilizzata esclusivamente dai servizi Shinkansen. Il nome di Towada indica il ruolo della stazione come porta di ingresso del Lago Towada, raggiungibile in bus.

## Linee
- East Japan Railway Company
  - ■ Tōhoku Shinkansen